# Miasta Egiptu
Według danych oficjalnych pochodzących z 2006 roku Egipt posiadał ponad 200 miast o ludności przekraczającej 15 tys. mieszkańców. Stolica kraju Kair jako jedyne miasto liczyło ponad 5 milionów mieszkańców; 3 miasta z ludnością 1-5 mln.; 2 miasta z ludnością 0,5-1 mln.; 37 miast z ludnością 100-500 tys.; 56 miast z ludnością 50-100 tys.; 65 miast z ludnością 25-50 tys. oraz reszta miast poniżej 25 tys. mieszkańców.

## Największe miasta w Egipcie
Największe miasta w Egipcie według liczebności mieszkańców (stan na 11.11.2006):
| Lp. | Miasto                              | Muhafaza            | Liczba ludności |
| --- | ----------------------------------- | ------------------- | --------------- |
| 1.  | Kair (القاهرة)                      | Kair                | 7 740 018       |
| 2.  | Aleksandria (الإسكندرية)            | Aleksandria         | 4 084 672       |
| 3.  | Giza (الجيزة)                       | Giza                | 2 891 275       |
| 4.  | Szubra al-Chajma (شبرة الخيمة)      | Al-Kaljubijja       | 1 025 569       |
| 5.  | Port Said (بور سعيد)                | Port Said           | 570 603         |
| 6.  | Suez (السويس)                       | Suez                | 510 935         |
| 7.  | Luksor (الأقصر)                     | Luksor              | 451 318         |
| 8.  | Al-Mahalla al-Kubra (المحلة الكبرى) | Prowincja Zachodnia | 442 958         |
| 9.  | Al-Mansura (المنصورة)               | Ad-Dakahlijja       | 439 348         |
| 10. | Tanta (طنطا)                        | Prowincja Zachodnia | 422 854         |

## Alfabetyczna lista miast w Egipcie
(w nawiasie nazwa oryginalna w języku arabskim, czcionką pogrubioną wydzielono miasta powyżej 1 mln)

### A
- Abu Kabir (أبو كبير)
- Abu Rudajs (ابو رديس)
- Abu Zanima (أبو زنيمة)
- Achmim (اخميم)
- Ajn Suchna (العين السخنة)
- Al-Alamajn (العلمين)
- Aleksandria (الإسكندرية)
- Al-Arisz (العريش)
- Al Khārijah
- Asjut (أسيوط)
- Asuan (أسوان)

### B
- Banha (بنها)
- Bani Suwajf (بنى سويف)
- Bilbajs (بلبيس)
- Bilkas (بلقاس)

### C
- Charga (الخارجة)

### D
- Ad-Daba (الضبعة)
- Ad-Dachila (الواحة الداخلة)
- Dahab (دهب)
- Damanhur (دمنهور)
- Damietta (دمياط)
- Dendera (دندرة)
- Disuk (دسوق)
- Dżirdża (جرجا)

### E
- Edfu (إدفو)

### F
- Fajum (الفيوم)

### G
- Giza (الجيزة)

### H
- Hala’ib (حلائب)
- Al-Hawamidijja (الحوامدية)
- Heluan (حلوان)
- Hurghada (الغردقة)

### I
- Ismailia (الإسماعيلية)

### K
- Kafr ad-Dawwar (كفر الدوار)
- Kafr asz-Szajch (كفر الشيخ)
- Kair (القاهرة)
- Kaljub (قليوب)
- Kina (قنا)
- Kom Ombo (كوم أمبو)
- Al-Kusajr (القصير)

### L
- Luksor (الأقصر)

### M
- Madinat al-Aszir min Ramadan (مدينة العاشر من رمضان)
- Madinat as-Sadis min Uktubar (مدينة السادس من أكتوبر)
- Al-Mahalla al-Kubra (المحلة الكبرى)
- Mallawi (ملوي)
- Al-Mansura (المنصورة)
- Al-Matarijja (المطرية)
- Marsa Matruh (مرسى مطروح)
- Al-Minja (المنيا)
- Mit Ghamr (ميت غمر)

### N
- Nachl (نِخِل)
- Nadż Hammadi (نجع حمادي)
- Nuwajbi (نويبع)

### P
- Port Said (بور سعيد)

### R
- Rosetta (مدينة رشيد)

### S
- Safadża (سفاجا)
- As-Sallum (السلوم)
- Sarabit al-Chadim (سرابت الخادم)
- Sauhadż (سوهاج)
- Siwa (واحة سيوة)
- Suez (السويس)
- Szarm el-Szejk (شرم الشيخ)
- Szibin al-Kaum (شبين الكوم)
- Szubra al-Chajma (شبرة الخيمة)

### T
- Taba (طابا)
- Tanta (طنطا)
- At-Tur (الطور)

### Z
- Az-Zakazik (الزقازيق)